# Дуе (округ)
Округ Дуе (фр. Arrondissement de Douai) — округ у Франції, в департаменті Нор. 2023 року округ об'єднував 64 муніципалітети, населення становило 245 154 особи.
Адміністративний центр (супрефектура) — Дуе.

## Муніципалітети
Список муніципалітетів округу та їхні коди INSEE:
1. Амель (59280)
2. Аніш (59008)
3. Аньє (59007)
4. Арле (59015)
5. Беврі-ла-Форе (59080)
6. Брюй-ле-Марш'єнн (59113)
7. Брюнемон (59115)
8. Бувіні (59105)
9. Бюньїкур (59117)
10. Вазьє (59654)
11. Вандіні-Амаж (59637)
12. Варлен (59642)
13. Вілле-о-Тертр (59620)
14. Вре (59629)
15. Гельзен (59263)
16. Генен (59276)
17. Деші (59170)
18. Дуе (59178)
19. Екайон (59185)
20. Екс (59004)
21. Ерр (59203)
22. Ершен (59199)
23. Ескершен (59211)
24. Естре (59214)
25. Кантен (59126)
26. Куршелетт (59156)
27. Кутіш (59158)
28. Кюенсі (59165)
29. Лаллен (59327)
30. Ламбр-ле-Дуе (59329)
31. Ланда (59330)
32. Левард (59345)
33. Леклюз (59336)
34. Ловен-Планк (59334)
35. Лоффр (59354)
36. Мані (59390)
37. Марк-ан-Остреван (59379)
38. Марш'єнн (59375)
39. Монтіньї-ан-Остреван (59414)
40. Моншекур (59409)
41. Номен (59435)
42. Обершикур (59024)
43. Обі (59028)
44. Обіньї-о-Бак (59026)
45. Орнен (59314)
46. Орші (59449)
47. Оші-ле-Орші (59029)
48. Пеканкур (59456)
49. Раш (59486)
50. Рембокур (59489)
51. Р'єле (59501)
52. Роос-Варанден (59509)
53. Рукур (59513)
54. Самеон (59551)
55. Сен-ле-Нобль (59569)
56. Сомен (59574)
57. Тіюа-ле-Марш'єнн (59596)
58. Фенен (59227)
59. Ферен (59228)
60. Фешен (59224)
61. Фле-ан-Ескреб'є (59234)
62. Флін-ле-Раш (59239)
63. Фомон (59222)
64. Фрессен (59254)